# Jean Louis Lassaigne
Jean Louis Lassaigne, nascut a París el 22 de setembre de 1800 i traspassat també a París el 18 de març de 1859, va ser un químic francès conegut per l'assaig de fusió alcalina amb sodi metall.

## Biografia
Lassaigne va estudiar química en el laboratori de Louis Nicolas Vauquelin i l'any 1828 va aconseguir la càtedra que ocupava Pierre Louis Dulong a l'Escola de Veterinària d'Alfort, prop de París. Lassaigne és un bon representant de les activitats docents i investigadores dels metges-químics de principis del segle xix que es reunien en sessions mensuals de la Société de Chimie Médicale de París.

## Obra
Lassaigne va descobrir nous alcaloides i va realitzar investigacions toxicològiques sobre el fòsfor i l'àcid cianhídric. De la mateixa manera que feien els seus companys no es va limitar a les aplicacions mèdiques de la química, també va fer aportacions en el terreny de la química aplicada a les arts. Així va investigar les propietats de sals de crom per aplicar-les al tenyit de teles i, el 1831, aconseguí una medalla de la Société d'Encouragement de l'Industrie pels seus treballs sobre l'elaboració d'esmalts per a ceràmiques.
També és conegut pel seu assaig que permet determinar la presència de sofre, nitrogen i halògens en una substància química i que empra sodi metall fus.

### Obres
- Lassaigne, J.L.. Abrégé élémentaire de chimie considérée comme science accessoire à l'étude de la médecine, de la pharmacie et de l'histoire (en francès).  París: Bechet Jeune, 1829.
- Lassaigne, J.L.. Tratado completo de Química, considerada como ciencia accesoria al estudio de la Medicina, de la farmacia y de la historia natural (en castellà).  Madrid: Librería de la señora viuda de Calleja e hijos, 1844.
- Lassaigne, J.L.. Dictionnaire des réactifs chimiques employés dans toutes les expériences (en francès).  París: Soc. typ. belge, A. Wahlen, 1840.
- Delafont, O.; Lassaigne, J.L.. Traité de l'histoire naturelle et médicale des substances employées dans la médecine des animaux domestiques: théorique et pratique; Suivi d'un Traité élémentaire de pharmacie vétérinaire (en francès).  París: Bechet Jeune, 1841.